# Andrej Šuvalov
Andrej Michajlovič Šuvalov (in russo Андрей Михайлович Шувалов?; 8 gennaio 1965) è un ex schermidore sovietico, vincitore di tre medaglie di bronzo nella scherma ai giochi olimpici.